# Német férfi kézilabda-válogatott
A német férfi kézilabda-válogatott Németország nemzeti csapata, melyet a Német Kézilabda-szövetség (németül: Deutscher Handballbund) szervez.

## Eredmények nemzetközi tornákon
A válogatott történetének első nemzetközi tornán aratott sikerét az 1936-os berlini olimpián harcolták ki.
Németország nyerte az 1938-as kézilabda-világbajnokságot, amit mindössze csak négy csapat részvételével, hazai pályán rendeztek. Ezt követően a második világháború miatt egészen 1954-ig nem rendeztek ilyen jellegű tornát. Ekkor ezüstérmet, majd négy évvel később bronzérmet szereztek.
Ezután egy hosszabb időszak következett jelentősebb eredmény nélkül. A következő világbajnoki címüket az 1978-as dániai világbajnokságon érték el. Ismét következett egy húsz éven keresztül tartó eredménytelen időszak, mígnem a 90-es évek végére ismét meghatározó együttessé vált a Német válogatott. Az 1998-as Európa-bajnokságon még csak bronzérmet, a 2002-es Európa-bajnokságon és a 2003-as világbajnokságon pedig ezüstérmet akasztottak a nyakukba.
Legutolsó két jelentős eredményük: a 2004-es szlovéniai Eb és a 2007-es – hazai pályán megrendezésre kerülő – világbajnokságon aratott sikereik voltak.

## Érmek
Olimpiai játékok
- : 1936
- : 1984, 2004, 2024
- : 2016

Világbajnokság
- : 1938, 1978, 2007
- : 1954, 2003
- : 1958

Európa-bajnokság
- : 2004, 2016
- : 2002
- : 1998